# Glifosato
Il glifosato, o glifosate (N-(fosfonometil)glicina, C3H8NO5P), è un analogo aminofosforico della glicina, inibitore dell'enzima 3-fosfoshikimato 1-carbossiviniltransferasi (EPSP sintasi), noto come erbicida totale (non selettivo). Il composto chimico è divenuto di libera produzione nel 2001, anno in cui è scaduto il relativo brevetto di produzione, fino ad allora appartenuto alla Monsanto Company.

## Meccanismo di azione
Il glifosato è un diserbante sistemico di post-emergenza non selettivo. A differenza di altri prodotti, viene assorbito per via fogliare (prodotto sistemico), ma successivamente traslocato in ogni altra posizione della pianta per via prevalentemente floematica. Questo gli conferisce la caratteristica, di fondamentale importanza, di essere in grado di devitalizzare anche gli organi di conservazione ipogea delle erbe infestanti, come rizomi, fittoni carnosi, ecc., che in nessun altro modo potrebbero essere devitalizzati.
L'assorbimento del prodotto avviene in 5-6 ore, e il disseccamento della vegetazione è visibile in genere dopo 10-12 giorni. Il glifosato interrompe la via metabolica responsabile della sintesi di fenilalanina, tirosina e triptofano (via dello shikimato), inibendo la sintesi dell'3-fosfoshikimato 1-carbossiviniltransferasi, enzima necessario alla sopravvivenza della pianta.

## Scoperta
Il composto chimico fu scoperto nel 1950 dal chimico Henry Martin, che lavorava per la svizzera Cilag, ma non fu oggetto di pubblicazione. Fu poi riscoperto, in modo indipendente, nel 1970 nell'ambito di una ricerca sugli addolcitori d'acqua condotta dalla Monsanto sugli analoghi dell'acido aminometilfosforico. Alcuni di questi addolcitori destarono interesse quando mostrarono un blando potere erbicida, motivo per cui la Monsanto incaricò il suo chimico John E. Franz della ricerca di altri analoghi con maggior efficacia erbicida. Il glifosato fu il terzo analogo a essere scoperto. Per questa scoperta, John Franz ha ricevuto la Medaglia Perkin per l'innovazione nella chimica applicata nel 1990 e la National Medal of Technology and Innovation nel 1987, e fu inserito nella National Inventor's Hall of Fame nel 2007.

## Impiego
L'uso del glifosato in agricoltura è stato approvato per la prima volta negli anni settanta del XX secolo e negli anni a seguire ha ricevuto approvazione in 130 paesi del mondo (dati 2010), tra cui l'Europa.
Il suo uso ha conosciuto un grande impulso per via dell'associazione con colture di cultivar transgeniche in cui era stata indotta la resistenza al glifosato. Questo, in associazione con la bassa tossicità per l'uomo, ha determinato il grande successo commerciale del prodotto e ne ha fatto l'erbicida dall'impiego più diffuso al mondo.
L'Environmental Protection Agency (EPA) ha stimato negli USA un impiego di 750000000 kg di glifosato nell'annata 2006/2007.

### Impiego in Italia
In un rapporto ISPRA relativo agli anni 2011 e 2012 ed elaborato sulla base di dati provenienti dalle Agenzie Regionali per la Protezione dell'Ambiente (ARPA) e delle corrispondenti agenzie provinciali (APPA), il glifosato viene definito come uno degli erbicidi più utilizzati nell'agricoltura italiana. Secondo dati parziali dell'Agenzia Regionale per la Protezione dell'Ambiente del Veneto (ARPAV), ad esempio, si sa che nel 2007, nella sola provincia di Treviso sono stati impiegati 55000 kg di glifosato e 8000 kg di ammonio-glufosinato.
Il principio attivo è ammesso in Endoterapia.

## Valutazioni sulla sicurezza per la salute
Il successo del glifosato è dovuto alla sua bassa pericolosità, dovuta a vari fattori, tra i quali vi è la bassa tossicità per l'uomo rispetto agli erbicidi in uso all'epoca della sua introduzione: il prodotto ha una penetrazione molto bassa nel suolo, limitata a una profondità di circa 20 centimetri; va incontro a facile degradazione in quanto facilmente attaccato e distrutto dai batteri presenti nel suolo e, di conseguenza, è molto limitata la probabilità che suoi residui riescano a raggiungere le falde acquifere. Questo è confermato dalla sua maggior presenza nelle acque superficiali e nella scarsa frequenza di rinvenimento nei pozzi.
Riduce, inoltre, il consumo e la degradazione del suolo, poiché evita di dover sottoporre ad arature profonde i terreni destinati a coltivazione.
Nel 2012 la rivista Food and Chemical Toxicology pubblicò uno studio di Gilles-Éric Séralini e collaboratori che evidenziava grave patogenicità e cancerogenicità nei ratti, ma la ricerca, in seguito, fu ritirata dopo le critiche ricevute dalla comunità scientifica in merito alle errate metodologie di utilizzo dei dati e all'affidabilità dei risultati dello studio.
Nel tempo, sul glifosato, si sono succedute diverse valutazioni di rischio da parte di Agenzie governative; secondo un'inchiesta di Le Monde del 2017 relative ai cosiddetti "Monsanto papers" Monsanto avrebbe tentato di influenzare tali valutazioni.
Scrive Le Monde

### Classificazione del rischio secondo laInternational Agency for Research on Cancernel 2015
Nel marzo 2015, l'organismo internazionale IARC (International Agency for Research on Cancer) ha classificato la sostanza e i fitofarmaci che la contengono come "probabile cancerogena per l'uomo" inserendola nella categoria 2A. Studi in laboratorio hanno dimostrato che il glifosato induce nelle cellule danni a livello genetico e stress ossidativo. Escludendo un lieve incremento di linfomi non Hodgkin tra gli agricoltori esposti, le prove di carcinogenicità sull'uomo e sugli animali sono limitate.
Lo IARC lo include quindi nella categoria di cancerogenicità 2A, costituita da quelle sostanze per le quali risulta una limitata evidenza di cancerogenicità nell'uomo, ma una sufficiente prova di cancerogenicità nei test clinici su animali. A titolo esemplificativo, nella stessa categoria del glifosato sono annoverate sia sostanze come il DDT e gli steroidi anabolizzanti sia le emissioni da frittura in oli ad alta temperatura, le carni rosse, bevande assunte a temperature molto alte, le emissioni per la combustione di legna da ardere e biomasse in camini domestici. La difficile comprensione pubblica delle definizioni di rischio cancerogeno da parte dello IARC viene sfruttata sia da chi è favorevole sia da chi è contrario all'utilizzo della sostanza.

### Classificazione del rischio secondo l'Autorità Europea per la Sicurezza Alimentare del 2015
A novembre 2015, l'EFSA-Autorità Europea per la Sicurezza Alimentare, con una procedura che prevede una valutazione tecnica da parte di un ente di uno stato membro, in questo caso il BfR tedesco, ha concluso che "è improbabile che il glifosato costituisca un pericolo di cancerogenicità per l'uomo" e ne ha proposto "nuovi livelli di sicurezza che renderanno più severo il controllo dei residui di glifosato negli alimenti".
La valutazione dell'EFSA, che classifica il prodotto come "improbabile cancerogeno" a differenza dello IARC che lo valuta come "probabile cancerogeno", è stata criticata con una lettera aperta a Vytenis Andriukaitis, commissario UE per la salute e la sicurezza alimentare, sottoscritta da 90 scienziati a cui l'EFSA ha replicato difendendo la correttezza delle procedure e valutazioni implementate.

### Valutazioni successive dell'OMS, della FAO e della ECHA
A maggio 2016 anche una riunione congiunta di esperti della Organizzazione mondiale della sanità e della FAO sui residui di pesticidi (JMPR) ha concluso che "è improbabile che il glifosato comporti un rischio cancerogeno per gli uomini come conseguenza della esposizione attraverso la dieta".
Nel marzo del 2017 un nuovo studio della ECHA (l’agenzia per le sostanze chimiche dell'Unione) ha concluso che il glifosato non può essere considerato cancerogeno né genotossico.
Nel maggio del 2022 l'ECHA nuovamente ribadisce che, dopo la valutazione di un ampio volume di studi scientifici, la classificazione del glifosato come cancerogeno non è giustificata.

### Valutazione su eventuali interferenze sul sistema endocrino
Facendo seguito alla valutazione fornita dall'EFSA, a novembre 2015, circa l'implausibilità di un rischio carcinogenico, il 27 settembre 2016 la Commissione europea ha formulato una nuova richiesta (ai sensi dell'articolo 31 del Regolamento CE n. 178/2002) allo scopo, questa volta, di ottenere dall'EFSA una valutazione su possibili attività del glifosato quale interferente endocrino.
L'Autorità europea per la sicurezza alimentare ha pubblicato i risultati di questa valutazione nel mese di settembre 2017: nell'articolo conclusivo, l'EFSA afferma che, sulla base delle evidenze della ricerca in ambito tossicologico, il glifosato è da considerarsi privo di qualunque proprietà disruttiva sul sistema endocrino.

## Legislazione
Il glifosato conosce un largo impiego agricolo in oltre un centinaio di paesi, anche se, nel tempo, sono intervenute varie restrizioni al suo utilizzo, che vanno da semplici precauzioni a veri e propri divieti di uso o produzione, relativi o assoluti.

### Restrizioni legali e divieti
Nel mese di settembre 2013 il parlamento di El Salvador lo ha messo al bando insieme con altri 53 prodotti dell'agrochimica, una decisione resa esecutiva a partire dal 2015.
Nel maggio 2015 il presidente dello Sri Lanka ha vietato l'uso e l'importazione del glifosato, con effetto immediato. Nello stesso mese le Bermuda hanno deliberato un blocco temporaneo delle importazioni su tutti i nuovi ordini di erbicidi a base di glifosato, in attesa dei risultati della ricerca.

#### Restrizioni in Europa
Nel mese di aprile 2014 la legislazione dei Paesi Bassi ne ha proibito la vendita a privati per uso casalingo; non hanno subito alcuna restrizione le vendite in ambito professionale.
In Francia, come previsto dalla legge Labbé del 2014, è vietato l'uso del glifosato e di altri fitofarmaci nella maggior parte degli spazi pubblici (giardini pubblici, parchi, eccetera). 
La legge sulla transizione energetica del 2015 ha introdotto, a partire dal 2019, il divieto di vendita ai privati del glifosato per uso domestico. La stessa legge prevede inoltre che già dal 2017 i prodotti a base di glifosato non possano essere disponibili in libero servizio nei negozi di giardinaggio e simili, ma consegnati al cliente solo dietro richiesta al personale addetto. Il divieto totale di vendita si è finora dovuto scontrare con l'opposizione del Parlamento.
Il 17 novembre 2023 la Commissione europea ha rinnovato l'autorizzazione al glifosato per altri 10 anni.

#### Restrizioni in Italia
Il 7 ottobre 2016 è entrato in vigore il Decreto del Ministero della salute del 6 settembre, con il quale si dispone la revoca dell'autorizzazione all'immissione in commercio dei prodotti fitosanitari contenenti glifosato con il coformulante ammina di sego polietossilata (n. CAS 61791- 26-2) a partire dal 22 novembre 2016 e al loro impiego a partire dal 22 febbraio 2017. Di conseguenza è ancora legale in Italia il commercio e l'utilizzo del glifosato associato ad altri coformulanti.

## Vicende legali
Nel giugno 2018, nella causa Johnson contro Monsanto Co., Dwayne Johnson, un ex custode di una scuola californiana di 46 anni che sta morendo per un linfoma non Hodgkin, ha portato Monsanto (che era stata acquisita da Bayer all'inizio di quel mese) in tribunale nella contea di San Francisco, sostenendo che ha trascorso decenni a nascondere i pericoli di cancro dei suoi erbicidi Roundup. Il giudice ha ordinato che i giurati potessero prendere in considerazione sia le prove scientifiche relative alla causa del cancro di Johnson sia le accuse che Monsanto abbia soppresso le prove dei rischi, con possibili danni punitivi. Nell'agosto 2018, la giuria ha assegnato a Johnson 289 milioni di dollari di danni. Monsanto ha dichiarato che avrebbe fatto appello, dicendosi fiduciosa che il glifosato non causi il cancro se usato in modo appropriato. In appello, il risarcimento è stato ridotto a 78,5 milioni di dollari nel novembre 2018, e successivamente ulteriormente ridotto a 21,5 milioni di dollari nel luglio 2020.
Nell'agosto 2018, il potenziale di ulteriori cause è stato stimato fino a 4000. Nell'aprile 2019 Bayer ha annunciato che negli Stati Uniti sono state avviate oltre 13000 cause legali relative al Roundup.
Nel marzo 2019, un uomo ha ottenuto un risarcimento di 80 milioni di dollari in una causa che sosteneva che il Roundup fosse un fattore sostanziale del suo cancro, con la conseguente interruzione delle vendite da parte dei negozi Costco. Nel luglio 2019, il giudice distrettuale degli Stati Uniti Vince Chhabria ha ridotto l'accordo a 26 milioni di dollari. Chhabria ha dichiarato che un risarcimento punitivo era appropriato perché le prove "sostenevano facilmente la conclusione che Monsanto era più preoccupata di reprimere le indagini sulla sicurezza e di manipolare l'opinione pubblica che di garantire la sicurezza del suo prodotto". Chhabria ha dichiarato che ci sono prove da entrambe le parti sul fatto che il glifosato causi il cancro e che il comportamento della Monsanto ha mostrato "una mancanza di preoccupazione per il rischio che il suo prodotto possa essere cancerogeno".
Il 13 maggio 2019 una giuria californiana ha condannato Bayer a pagare un paio di miliardi di dollari di danni dopo aver constatato che l'azienda non aveva informato adeguatamente i consumatori della possibile cancerogenicità del Roundup. Il 26 luglio 2019 un giudice della contea di Alameda ha ridotto l'accordo a 86,7 milioni di dollari, affermando che la sentenza della giuria superava i precedenti legali.
Utilizzando le e-mail di scoperta del contenzioso è stato poi rivelato che nel 2015, quando Monsanto stava discutendo i documenti che volevano vedere pubblicati per contrastare i risultati attesi della IARC sul glifosato, scrisse in un'e-mail: "Un'opzione sarebbe quella di aggiungere Greim e Kier o Kirkland per avere i loro nomi sulla pubblicazione, ma manterremmo il costo basso facendo noi la scrittura e loro si limiterebbero a modificare e firmare i loro nomi, per così dire. Ricordiamo che è così che abbiamo gestito Williams Kroes & Munro, 2000".
Nel giugno 2020 Bayer, che ha acquisito Monsanto nel 2018, ha accettato un accordo da 10 miliardi di dollari come risultato di una serie di azioni legali collettive che sostenevano che il Roundup avesse causato il cancro.